# FCTワイドニュース
『FCTワイドニュース』（エフシーティーワイドニュース）は、福島中央テレビが1970年4月1日（開局当日）から1974年12月30日まで放送していたローカルニュース番組。福島県内のローカルワイドニュースとしてはこの番組が初となる。

## 概要
福島中央テレビが開局したことに伴い、「県民総出演」をスローガンに据えてスタート。
番組には総合司会の坂本弘のほか、会津・県北・県南・浜通り各地方から選出の素人キャスターが毎日4人ずつ出演し、県内の話題などを伝えた。坂本は一般的なニュース（政治・経済・事件事故など）を担当し、素人キャスターは季節の話題のようなトピックスものを担当した。
この番組がスタートした当時は、日本各地でローカルワイドニュースの放送が開始された時期であり、素人キャスターを起用するという企画の目新しさから、当時の朝日新聞で他のローカルワイドニュースとともに紹介されていた。番組は、当時NHK福島放送局がラジオで放送していた、『四局通信』という福島・郡山・会津若松・平をリレー式に結んで各地の話題を紹介する番組をヒントにしたという。
放送開始当初のセットは坂本が一番左の席で、各地方のキャスターの位置には各地方の代表的な写真（中通り＝吾妻小富士・国道を走る車、会津＝鶴ヶ城、浜通り＝小名浜）が貼られていて、一番左側のFCT社屋の写真には「ふくしま東西南北」と書かれていた。後期には黄色いラインが描かれたセットを用いていた。
放送開始から1974年3月29日までは時間帯の変動はあるものの18時台に放送していたが、1974年4月1日からは、18時30分から『NNNニュース』放送のため『うすいテレビ音楽会』が放送されていた17時30分に時間帯を移動して、同年12月30日に終了。1975年1月からは、1974年4月に開始した『FCTニュース』1本となり、同局の本格的なローカルワイドニュースは1983年4月に『ふくしまToday』がスタートするまで8年強にわたって存在しない状態となった。

## 放送時間
時間帯参照：『福島民報』1970年4月1日 - 1974年12月30日付朝刊テレビ欄。
- 月曜 - 金曜　18:00 - 18:15（1970年4月1日 - 1971年4月2日）
- 月曜 - 金曜　18:25 - 18:40（1970年4月5日 - 1972年3月31日）
- 月曜 - 金曜　18:30 - 18:45（1972年4月3日 - 1974年3月29日）
- 月曜 - 金曜　17:30 - 17:45（1974年4月1日 - 1974年12月30日）